# Kesselberg
De Kesselberg is een 75 m hoge heuveltop gelegen te Kessel-Lo die uitsteekt boven het Kesseldal en Wilsele. Hij is gelegen nabij de Hulsbergweg en de Koningsstraat.
De Kesselberg is ongeveer 75 meter hoog en maakt deel uit van een groep Getuigenheuvels. De 13 ha grote Kesselberg is ongeveer 300 meter lang en heeft een zandige bodem.
Het grootste deel van het gebied wordt ingenomen door loofbos, maar op het vlakke gedeelte boven vindt men ook heide die echter pas na de Tweede Wereldoorlog is ontstaan uit verwaarloosde akkers.

## Geschiedenis
Al vanaf het midden-paleolithicum werd het gebied door mensen bezocht. Ook uit het laat-mesolithicum werden voorwerpen aangetroffen. Uit de midden-ijzertijd werden resten van een omwalling aangetroffen die vermoedelijk op de aanwezigheid van een nederzetting wijzen. Deze resten werden pas ontdekt in 2013 na archeologisch onderzoek. Er werd aardewerk gevonden uit die tijd. Ook werden resten aangetroffen van een middeleeuwse burcht waarin onder meer ijzerzandsteen werd toegepast. De ruïnes van deze burcht werden in 1831 gesloopt.
In de berg werd vanaf 1868 ook zand afgegraven, onder meer voor de aanleg van spoorwegen. Vooral tijdens de Eerste Wereldoorlog gebeurde dat op grote schaal door de Duitse bezetter.

## Natuurgebied
Het gebied is eigendom van Stad Leuven en wordt door de stad beheerd. Er is een variatie aan vegetatietypes waaronder struikheidevegetatie en gevarieerde bossen op de flanken.

## Geologische geschiedenis
De Kesselberg is ontstaan als getuigenheuvel in het Mioceen. Dit gebeurde tijdens een grote transgressie waardoor het gebied onder water stond en er zanden konden afgezet worden in geulen. De exacte manier waarop is nog steeds ter discussie. Deze zanden (Diest Formatie) waren onder andere glauconietzanden met ijzerelementen. De groene glauconietzanden zijn nog altijd waar te nemen op de Kesselberg.
Door de snelle regressie na de transgressie zijn de getuigenheuvels niet direct terug geërodeerd. Daardoor kon de aanwezige ijzerzandsteen een verharde toplaag vormen die de getuigenheuvel beschermt tegen verdere verwering. Het is daardoor dat vandaag de dag de Kesselberg nog altijd boven het landschap uitsteekt. De Kesselberg is niet de enige getuigenheuvel die op die manier ontstaan is in het Mioceen. Er zijn nog verschillende andere gelijksoortige getuigenheuvels terug te vinden in het Hagelandse landschap. Er zijn ook gelijksoortige getuigenheuvels terug te vinden in de Vlaamse Ardennen en Noord-Frankrijk. Het is echter nog niet bevestigd dat deze een correlatie hebben met de getuigenheuvels van het Hageland.